# Korczak (obwód żytomierski)
Korczak (ukr. Корчак) – wieś na Ukrainie w rejonie żytomierskim obwodu żytomierskiego.